# La Bonne Mère de Marseille (SNS 152)
Pour les articles homonymes, voir Bonne Mère.
La Bonne Mère de Marseille (SNS 152) est un bateau de la Société nationale de sauvetage en mer (SNSM) en France de la station de Marseille. Cette vedette SNSM de 16 m, insubmersible et autoredressable de 1re classe, brevetée tous temps est immatriculée SNS 152. Elle aurait coûté 670 000 €. Elle remplace l'ancienne vedette marseillaise La Bonne Mère (SNS 117) qui était en service depuis février 1978 ; elle part définitivement le 1er décembre 2014 de Marseille pour devenir bateau de surveillance d'élevage aquatique en Tunisie.

## Service
Ce navire est doté d'une étrave polyédrique développé par le cabinet d'architecture naval Pantocarène qui améliore la tenue à la mer et la vitesse par gros temps. De type ORC 160, c'est une vedette de première classe de type V1 NG qui est identique à la SNS 148 Notre-Dame de la Garoupe II qui est son prototype mis en service en mars 2005 à la station d'Antibes. Trois modèles d'ORC 160 — consistant en une version allongée de l'ORC 140 présent dans 23 stations — existent, le dernier a été mis en service en août 2018 à Nouméa en Nouvelle-Calédonie, le SNS 163 Nautile. La coque et les superstructures ont été construites au chantier Bernard de Lorient ; le 28 juillet 2005, elle le quitte par la route pour le chantier Transmétal Industrie de La Seyne-sur-Mer où est installé l'accastillage et la motorisation. Il fait les essais à la mer en juin 2006 dans la rade de Toulon et est mis en service le même mois ; il est baptisé le 18 octobre 2006, il remplace la SNS 117 La Bonne Mère qui servira de vedette de réserve jusqu'en avril 2014.
Exception marseillaise, la vedette est armée par des militaires du bataillon de marins-pompiers de Marseille contrairement aux autres stations SNSM. Compte tenu de la superficie de la ville, il était impossible de faire rallier un équipage de sauveteurs bénévoles (comme c'est le cas pour toutes les autres stations de la SNSM) pour appareiller dans un délai de 15 minutes. Une convention a donc été signée entre la municipalité de Marseille et la SNSM en 1978 qui confiait l'armement de sa vedette à un équipage de marins pompiers. Le carburant serait financé par la municipalité et l'entretien par la SNSM. La vedette est amarrée au port de plaisance de La Pointe Rouge où se trouve le centre de secours d'où l'un des cinq équipages (en veille 24h/24) peut appareiller en 5 minutes, de jour comme de nuit.
Pour combattre les incendies, elle possède deux lances d'un débit de 600 litres par minute et d'un réservoir émulseur de 200 litres. C'est la station SNSM qui réalise le plus grand nombre de sorties avec 12 000 heures de navigation en 2022 depuis sa mise en service.
En 2010, La Bonne Mère de Marseille a effectué 177 interventions (dont 75 sauvetages en mer). En plus des missions de recherche et sauvetage, le bateau prend part à des missions antipollution, ainsi que des missions d'évacuation sanitaire des îles de Marseille et notamment de l'archipel habité du Frioul).

## Galerie

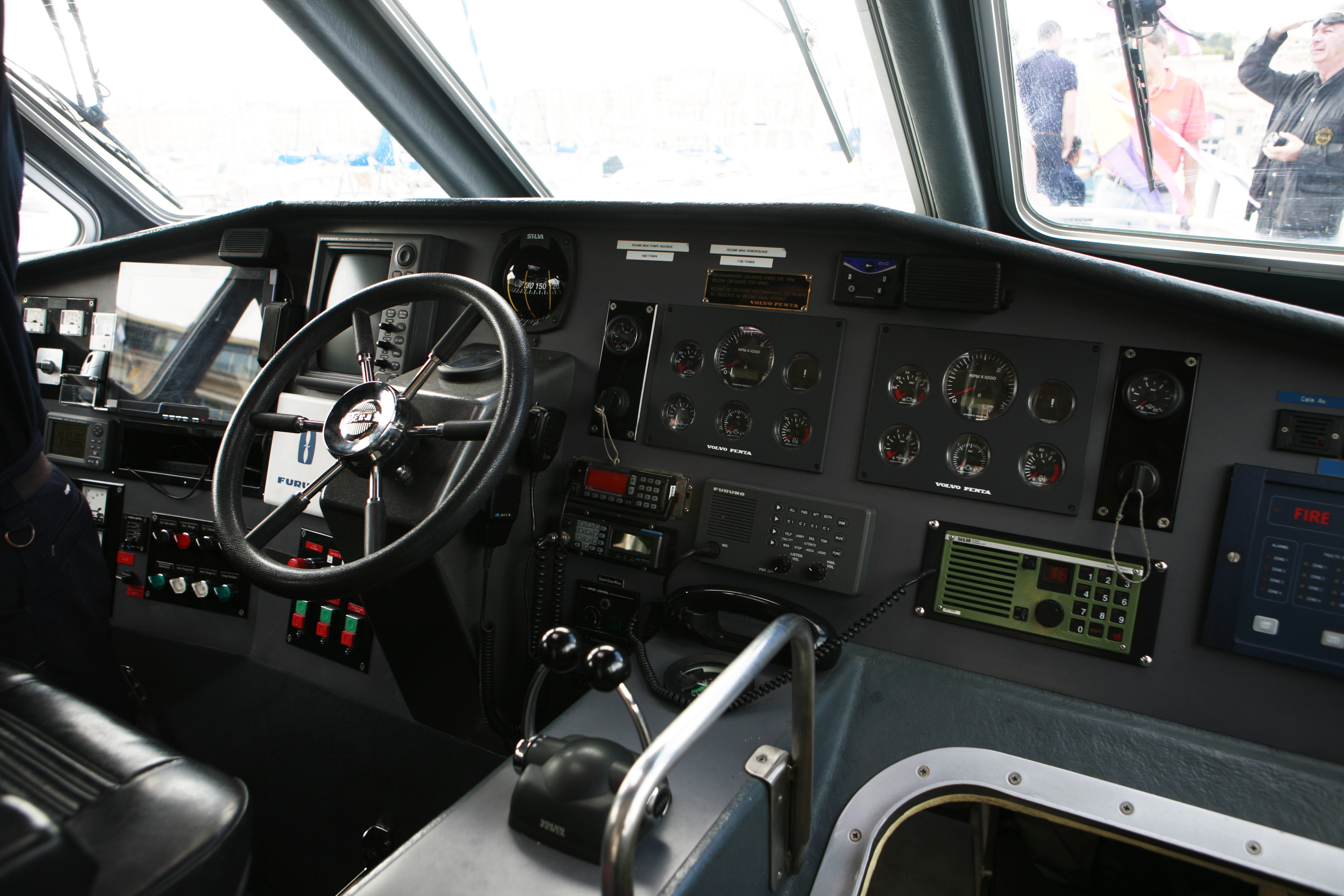
Le pupitre de commandes de la passerelle de navigation.
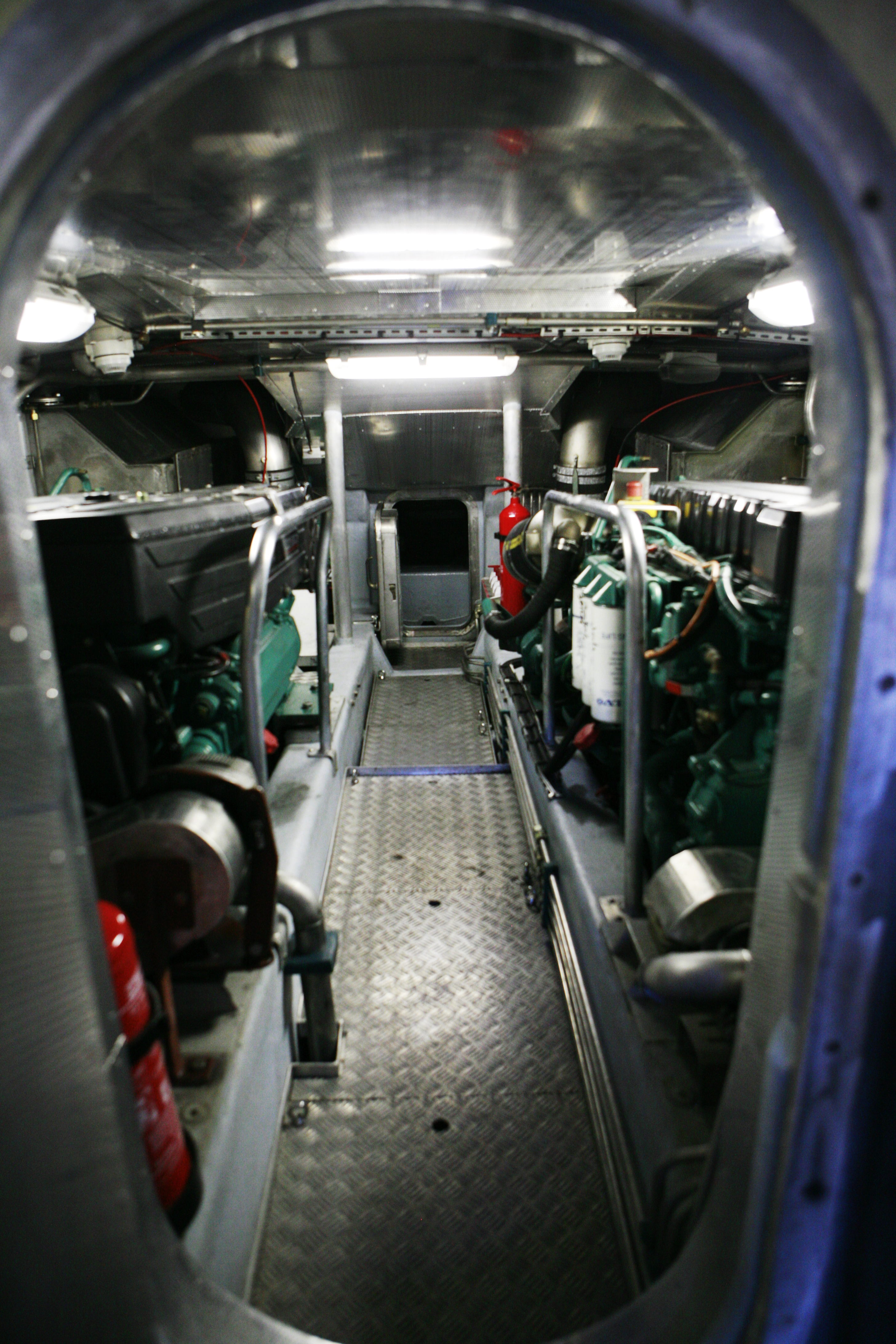
Le compartiment machine et ses 2 moteurs de 499 ch chacun.